# Лінда Нохлін
Лінда Нохлін (англ. Linda Nochlin; уроджена Вайнберг; 30 січня 1931 — 29 жовтня 2017) — американська історикиня мистецтва, професорка-емерита сучасного мистецтва імені Лайли Ачесон Воллес в Інституті образотворчих мистецтв Нью-Йоркського університету і письменниця. Як видатна феміністична історикиня мистецтва, здобула визнання завдяки своїй новаторській статті 1971 року «Чому у нас не було великих художниць?», яка вийшла в ARTnews.

## Дитинство та освіта
Лінда Наталі Вайнберг, дочка Джулса Вайнберга та Елки Геллер (Вайнберг), народилася у світській єврейській родині у Брукліні, штат Нью-Йорк та виросла в районі Кравн-Гайтс. Навчалася в Бруклінській етично-культурній школі, прогресивній гімназії. 1951 року здобула ступінь бакалавра мистецтв з філософії у Вассар-коледжі, 1952 року ступінь магістра мистецтв з англійської мови у Колумбійському університеті та ступінь доктора філософії з історії мистецтва в Інституті образотворчих мистецтв Нью-Йоркського університету 1963 року.

## Академічна кар'єра
Після роботи на кафедрах історії мистецтв Єльського університету, Вищого центру Міського університету Нью-Йорка (разом з Розалінд Краусс) та Вассар-коледжу, Нохлін обійняла посаду в Інституті образотворчих мистецтв, де викладала до виходу на пенсію 2013 року. 2000 року вийшла збірка есеїв «Особистість та історія: Присвята Лінді Нохлін», що розвивають теми, над якими Нохлін працювала протягом усієї своєї кар'єри.
Її критична увага була прикута до дослідження того, як гендер впливає на створення та сприйняття мистецтва, про що свідчить її есей 1994 року «Питання гендеру в працях Кассат та Ікінса». Окрім внеску у феміністичну історію мистецтва, здобула найбільше визнання завдяки своїм працям про реалізм, особливо про Гюстава Курбе.
Доповнюючи кар'єру науковиці, працювала в Консультативній раді з питань мистецтва Міжнародного фонду досліджень мистецтва.
Нохлін була співкураторкою низки знакових виставок, присвячених історії та досягненням жінок-художниць.
- 2007 — «Глобальні фемінізми» у Бруклінському музеї.
- 1976 — «Жінки-художниці: 1550—1950» (разом з Енн Сазерленд Гарріс) у Музеї мистецтв округу Лос-Анджелес.

### Глобальні фемінізми
У березні 2007 року Нохлін була співкураторкою феміністичної художньої виставки «Глобальні фемінізми» разом із Маурою Рейлі в Центрі феміністичного мистецтва Елізабет А. Саклер у Бруклінському музеї, Нью-Йорк, США. Це була одна з перших міжнародних виставок (див. також WACK! Art and the Feminist Revolution), присвячена суто феміністичному мистецтву, і на ній були представлені роботи приблизно вісімдесяти восьми художниць з усього світу. На виставці було представлено мистецтво у всіх видах медіа, як-то фотографія, відео, перформанс, живопис та скульптура. Метою виставки було вийти за межі домінантного напрямку західного фемінізму та натомість продемонструвати різні розуміння фемінізму та феміністичного мистецтва з глобального погляду.

### Жінки-художниці: 1550—1950
Окрім виставки «Глобальні фемінізми», Нохлін також була співкураторкою «Жінки-художниці: 1550—1950», першої міжнародної виставки, повністю створеної жінками-художницями, що відбулася 21 грудня 1976 року. На ній дебютували вісімдесят три художниці з 12 країн, а також було представлено приблизно 150 європейсько-американських картин. У каталозі виставки Енн Сазерленд Гарріс та Лінда Нохлін зазначили: «Нашим наміром у зібранні цих творів європейських та американських художниць, які були активними в період з 1550 до 1950 року, є ширше ознайомлення з досягненнями талановитих мисткинь, чиє ігнорування частково можна пояснити їхньою статтю, а також бажання краще зрозуміти, чому і як жінки-художниці спочатку з'являлися як рідкісні винятки в шістнадцятому столітті, а згодом поступово ставали дедалі численнішими, аж доки їх не почали сприймати як повноцінну частину культурного середовища». Як виставку, що охоплювала чотири міста, її спочатку відкрили в Музеї мистецтв округу Лос-Анджелес у Лос-Анджелесі, Каліфорнія, США. Потім її перенесли та виставили в Музеї мистецтв Джека С. Блантона при Техаському університеті в Остіні, штат Техас. Далі вона продовжила свою подорож і була виставлена в Музеї мистецтв Карнегі в Піттсбурзі, штат Пенсільванія, а також завершилася у Бруклінському музеї в Нью-Йорку, де раніше відбувалася виставка «Глобальні фемінізми».

## Історія феміністичного мистецтва
1971 року видавництво ARTnews опублікувало есей Нохлін «Чому у нас не було великих художниць?», у якому вона досліджувала припущення, закладені в питання, яке містить назва. Вона розглядала саму природу мистецтва разом із причинами, чому поняття художнього генія було зарезервовано для геніїв-чоловіків, як-то Мікеланджело. Нохлін стверджувала, що значні суспільні бар'єри заважали жінкам займатися мистецтвом, зокрема обмеження в доступі до навчання в художніх академіях, а також «уся романтизована, елітарна, індивідуалістична система з культом особистості та монографічним підходом, на якій ґрунтується професія історика мистецтва». Тридцятиріччя новаторського дослідження Нохлін стало основою для конференції в Принстонському університеті 2001 року. Книжка, пов'язана з конференцією, «Жінки-художниці на початку тисячоліття» містить есей Нохлін «„Чому у нас не було великих художниць?“ через тридцять років». На конференції та в книжці історики мистецтва розглянули новаторські роботи таких постатей, як Луїза Буржуа, Єва Гессе, Франческа Вудман, Керрі Мей Вімс та Мона Хатум, у світлі спадщини тридцяти років феміністичної історії мистецтва.
В есеї 1994 року «Починаючи з нуля: Початки феміністичної історії мистецтва» Нохлін розмірковувала про власне пробудження як феміністки та його вплив на її наукову діяльність та викладання: «1969 року в моєму житті відбулися три важливі події: у мене народилася дитина, я стала феміністкою та організувала перший курс „Жінки та мистецтво“ в коледжі Вассар».
Нохлін деконструювала історію мистецтва, визначивши та поставивши під сумнів методологічні передумови. Вона виступала за «мистецтвознавців, які досліджують твір мистецтва, що знаходиться перед їхніми очима, зосереджуючись на його сюжеті й підходячи до нього з чутливістю до феміністичного духу твору».

### Орієнталізм

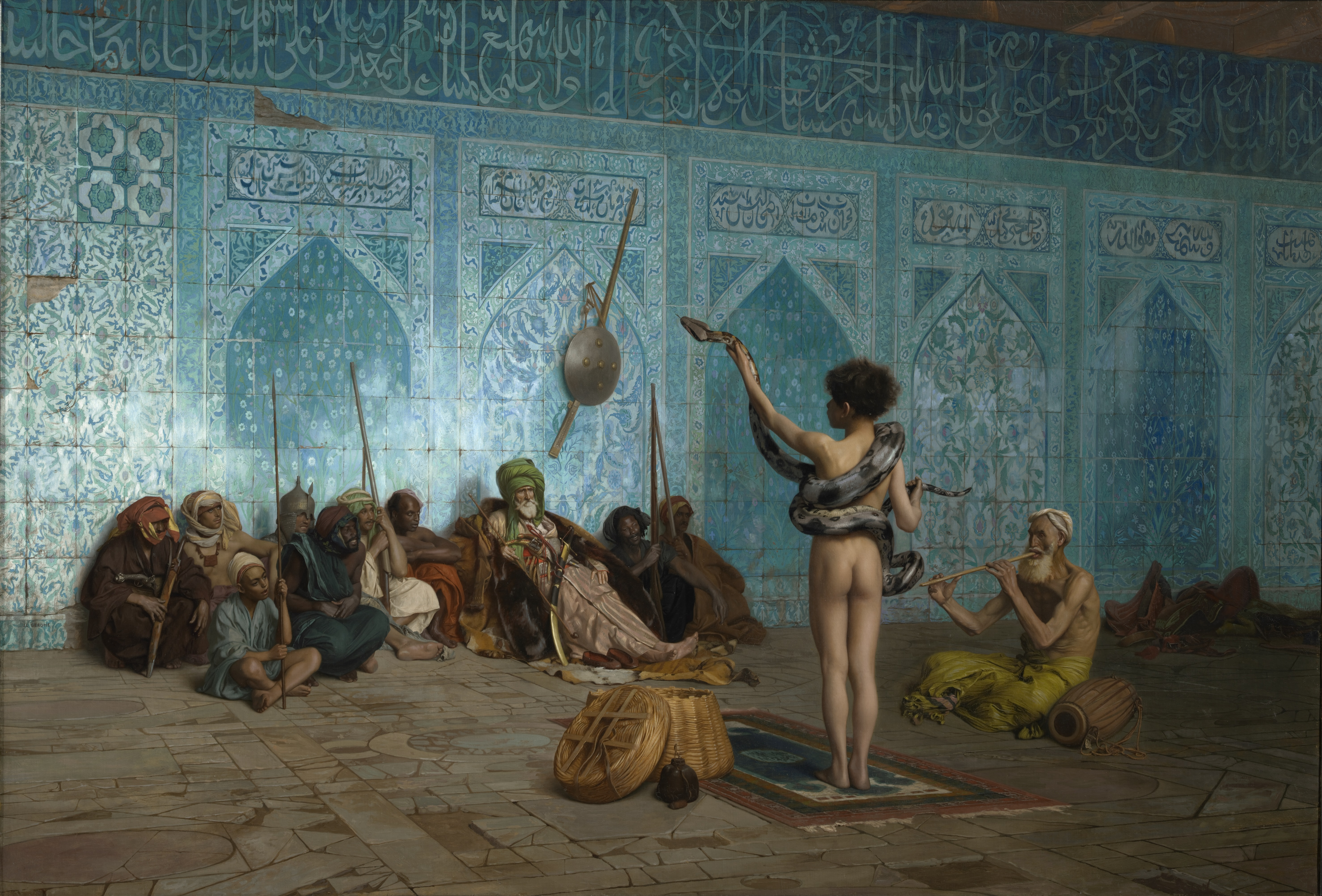
Заклинатель змій

Після впливової книжки Едварда Саїда 1978 року «Орієнталізм», Нохлін була однією з перших істориків мистецтва, яка застосувала теорії орієнталізму до вивчення історії мистецтва, зокрема у статті 1983 року «Уявний Схід». Її провідним твердженням було те, що орієнталізм слід розглядати з погляду «тієї конкретної структури влади, в якій ці твори виникли», у цьому випадку французького колоніалізму XIX століття. Нохлін зосередилася переважно на французьких художниках XIX століття Жан-Леоні Жеромі та Ежені Делакруа, які зображували «орієнталістські» теми у своїх роботах, зокрема, відповідно, «Заклинатель змій» та «Смерть Сарданапала». У «Заклинателі змій» Жерома (кінець 1860-х років) Нохлін описує, як художник створює враження правдоподібності не лише завдяки надзвичайно реалістичному зображенню сцени, настільки точному, що майже забуваєш, що це написано пензлем, а й завдяки зображенню найдрібніших деталей — наприклад, ретельно промальованої плитки. У результаті, картина виглядає як документальне свідчення життя при османському дворі, тоді як, за словами Нохлін, насправді це бачення таємничого світу людиною Заходу. У «Смерті Сарданапала» Делакруа (1827) Нохлін стверджувала, що митець використав орієнталізм для дослідження відкрито еротичних і насильницьких тем, які не обов'язково відображають культурну гегемонію Франції, а радше шовінізм і мізогінію французького суспільства початку XIX століття.

### Представництво жінок
У «Спогадах історика мистецтва ad hoc», що є вступом до книжки есеїв Нохлін «Представлення жінок», авторка досліджує представлення жінок у мистецтві дев'ятнадцятого століття та способи, якими застосовується методологія ad hoc, пише вона: «Я ставлю під сумнів саму можливість існування єдиної методології — емпіричної, теоретичної або й обох одночасно (чи жодної з них), — яка б гарантовано спрацьовувала в кожному випадку, своєрідного методологічного вазеліну, що полегшує “вхід” у проблему й щоразу забезпечує плавний, ідеальний результат» та «[Хоча] "методологію" цих робіт можна було б схарактеризувати як надзвичайно ситуативну, політична природа цього проєкту аж ніяк не є випадковою, оскільки в його основі лежить заздалегідь визначене етичне питання: питання жінок і їхнього зображення в мистецтві». Тут Нохлін розглядає перетин особистості та історії між серединою XVIII століття та початком XX, аналізуючи, як художники зображають жінок і як ці образи відображають їхню гендерну приналежність.

### Втрачена івіднайдена: Ще раз про нечестивицю
У березні 1978 року Нохлін розглянула сексуальну асиметрію слова «нечестивий» та те, як його використовують щодо статі. Для чоловіків воно зображує акт героїзму, але для жінок цей термін застосовують набагато негативніше і його розуміють як будь-яку сексуальну діяльність поза шлюбом. Така ж диференціація спостерігається і в мистецтві, оскільки падіння в чоловічому сенсі надихало скульптурні пам'ятники, тоді як падіння в жіночому сенсі захоплювало художників дев'ятнадцятого століття. Можна сказати, що це захоплення темою занепалих жінок надихнуло Данте Габрієля Россетті на деякі твори, яким він присвятив низку віршів та малярських робіт цій темі, що призвело до появи його найвизначнішої роботи: картини «Знайдені».

### Чому не було великих жінок-кухарів?
Есей Нохлін «Чому у нас не було великих художниць?» не лише змінив наше сприйняття феміністичного мистецтва, але й вплинув на наше сприйняття визнання жінок в інших сферах. Робота Нохлін надихнула Шарлотту Дракман на написання есею «Чому у нас не було великих жінок-кухарів?», у якому авторка аналізує терміни «кухар» та «шеф-кухар», а також те, як кожен з них пов'язаний з людиною залежно від її статі. Кухаря часто асоціюють із жінкою, тоді як шеф-кухаря — із чоловіком. Дракман стверджує, що «теоретично ми пройшли довгий шлях від уявлення про те, що місце жінки — на домашній кухні, а єдина кухня, придатна для чоловіка, — це професійна. Але на практиці все можна звести до наступного рівняння: жінка: чоловік як кухар: шеф-кухар». Використовуючи аргумент Нохлін у книжці «Чому у нас не було великих художниць?», Дракман йде її слідами, стверджуючи: «Стає зрозуміло, що нам потрібно запитувати не чому існують ці семантичні нюанси, а звідки вони походять, і чи можемо ми бути співучасниками їхнього увічнення».

## Особисте життя
Нохлін була одружена двічі. Спочатку, 1953 року, вона вийшла заміж за Філіпа Г. Нохліна, доцента філософії у Вассарі, який помер через сім років. Згодом, 1968 року, вона вийшла заміж за Річарда Поммера, історика архітектури. У Нохлін було дві доньки: Джессіка від Філіпа Нохліна та Дейзі від Річарда Поммера, яку разом з Нохлін зображала художниця Еліс Ніл 1973 року.
Лінда Нохлін померла 29 жовтня 2017 року у віці 86 років.

## Нагороди
- 1967: Премія Артура Кінгслі Портера за найкращу статтю, опубліковану в The Art Bulletin
- 1978: Премія Френка Джуетта Мазера за критичне письмо, Асоціація викладачів і дослідників мистецтва США
- 1977: Жінка року, журнал «Mademoiselle»
- 1984—1985: Стипендія Ґуґґенгайма
- 1985: Стипендіатка Інституту перспективних досліджень
- 2003: Почесний доктор Гарвардського університету[32]
- 2006: Нагорода «Жінка-візіонерка», Коледж мистецтв і дизайну Мура[33]
- Членкиня Американської академії мистецтв і наук
- Стипендіатка Інституту гуманітарних наук Нью-Йоркського університету
- Членкиня Американського філософського товариства

## Вибрані публікації
Опубліковані праці Нохлін охоплюють 156 робіт у 280 виданнях 12 мовами та 20 393 примірники в бібліотеках.
- Nochlin, Linda; Reilly, Maura (2015). Women Artists: The Linda Nochlin Reader. New York: Thames & Hudson. ISBN 9780500239292.
- Nochlin, Linda (2007). Courbet. New York: Thames & Hudson. ISBN 978-0500286760.
- Nochlin, Linda (2006). Bathers, Bodies, Beauty: The Visceral Eye. Cambridge, MA: Harvard University Press. ISBN 0674021169.
- Nochlin, Linda. «'Why Have There Been No Great Women Artists?' Thirty Years After.» Women Artists at the Millennium,. Carol Armstrong and Catherine de Zegher, eds. Cambridge, Massachusetts: MIT Press, 2006. ISBN 978-0-262-01226-3ISBN 978-0-262-01226-3; OCLC 223446291
- Nochlin, Linda (2001). The Body in Pieces: The Fragment as a Metaphor of Modernity. London: Thames and Hudson. ISBN 0500283052.
- Nochlin, Linda (1999). Representing Women. London: Thames & Hudson. ISBN 0500280983.
- Nochlin, Linda. «Issues of Gender in Cassatt and Eakins.» Nineteenth Century Art: A Critical History, 3rd ed. Stephen F. Eisenman, ed. London: Thames & Hudson, 2007. ISBN 978-0-500-28683-8ISBN 978-0-500-28683-8 OCLC 137221626
- Nochlin, Linda (1991). The Politics of Vision: Essays on Nineteenth-Century Art and Society (вид. 2nd). New York: Harper & Row. ISBN 0064301877.
- Nochlin, Linda (1988). Women, Art, and Power, and Other Essays. New York: HarperCollins. ISBN 0064301834.
- Nochlin, Linda. «Why Have There Been No Great Women Artists?» ARTnews January 1971, pp. 22–39, 67–71.
- Nochlin, Linda. «Realism.» New York: Penguin Books, 1971. Library of Congress 71-149557.

## Переклади українською
2025 року у видавництві «Комубук» вийшов український переклад есею «Чому у нас не було великих художниць?». Перекладачка — Мирослава Андрусик.